# Difenil-piralin
A difenil-piralin (INN: diphenylpyraline) allergia okozta szénanátha, csalánkiütés, bőrviszketés elleni szer. Antihisztamin.

## Működésmód
A sejt H1 hisztamin-receptorához(en) kötődik, kiszorítva onnan a hisztamint, átmenetileg gátolva annak hatását. A többi antihisztaminhoz hasonlóan antikolinerg(en) hatása is van, ami az orr nyálkahártyájának szárazságát okozhatja.
A venulák(en) endotel sejtjeiben(en) található H1-receptorok aktiválása a venulák simaizmainak összehúzódását, az érfal átjárhatóságának növekedését okozza. Az immunrendszer falósejtjei így jutnak a vérből a fertőzés helyére. Az allergia e reakció túlérzékenysége.
Az agykéreg H1-receptorainak aktiválása a káliumcsatornák gátlásához, ezáltal az idegsejt kisebb ingerelhetőségéhez vezet. Ez okozza az álmosságot azoknál a régebbi típusú, első generációs antihisztaminoknál (a difenil-piralin is ilyen), melyek átjutnak a vér-agy gáton.
Adagja napi 3–4 alkalommal összesen legfeljebb 6 mg.

## Mellékhatások, ellenjavallatok
A szer ellenjavallt komoly májbetegségben, továbbá koraszülöttek, újszülöttek számára. A szedés során az alkohol ellenjavallt.
A szer külön figyelmet igényel zárt zugú glaukóma, vizelési nehézségek, prosztata túltengés, epilepszia, májkárosodás, terhesség és szoptatás esetén.
Gátolja a központi idegrendszert: kábultságot okoz, ami az autóvezetést is befolyásolja. Paradox hatásként(en)ként stimuláció is előfordul, elsősorban kisgyermekeknél.
Felerősítheti a központi idegrendszerre ható szerek hatását. Ilyen pl. az alkohol, a triciklusos antidepresszánsok(en) és monoamin-oxidáz gátlók(en), opioid típusú fájdalomcsillapítók.

## Készítmények
- Allerzine
- Belfene
- Dafen
- Dayfen
- Diafen Antihistamine
- Diaphen
- Histyn
- Hystryl
- Mepiben
- Neargal
- Sumadil

Hidrokloridsó formájában:
- Arbid N
- Hispril
- Histalert
- Histryl
- Lergoban
- Lyssipoll

A fentieken felül a difenil-piralin számos kombinációban is megtalálható.
Magyarországon nincs forgalomban difenil-piralint tartalmazó készítmény.

## Előállítás
4-hidroxi-1-metilpiperidin benzhidrilbromiddal történő alkilálásával: